# Tom Daschle
Thomas Andrew Daschle, detto Tom (Aberdeen, 9 dicembre 1947), è un politico statunitense, senatore per lo stato del Dakota del Sud dal 1987 al 2005 e in precedenza membro della Camera dei rappresentanti per lo stesso stato dal 1979 al 1987.

## Biografia
Nato in una famiglia di origini tedesche, Daschle si laureò in scienze politiche e successivamente lavorò come consulente politico finché nel 1978 si candidò alla Camera dei rappresentanti con il Partito Democratico, riuscendo a vincere di misura le elezioni.
Dopo essere stato rieletto deputato per altri tre mandati, nel 1986 Daschle si candidò al Senato e riuscì a sconfiggere il repubblicano in carica James Abdnor. Nel 1994 i colleghi democratici lo scelsero come leader del partito alla Camera e Daschle mantenne l'incarico per tutta la sua permanenza all'interno del Congresso, ricoprendo alternatamente sia la carica di leader di maggioranza che quella di leader di minoranza.
Nel 2001 fu uno degli obiettivi degli attacchi all'antrace: nel suo ufficio al Congresso venne recapitata una busta contenente antrace, che infettò alcuni dei suoi stretti collaboratori, senza tuttavia uccidere nessuno.
Nel 2004 Daschle chiese agli elettori un quarto mandato da senatore e si trovò a concorrere contro l'ex deputato repubblicano John Thune; la competizione fu molto serrata e vide i due candidati affrontarsi in un lungo testa a testa, al termine del quale Daschle risultò sconfitto per poco più di quattromila voti.
Dopo aver lasciato il seggio, Daschle divenne un lobbista e si dedicò a questa attività per alcuni anni. Nel 2008 venne scelto dal neo presidente Barack Obama per rivestire la carica di segretario della salute e dei servizi Umani, ma poco dopo la nomina Daschle decise di ritirare la propria disponibilità per via di una controversia fiscale che lo aveva coinvolto. Dopo la sua defezione, Obama nominò al suo posto Kathleen Sebelius.
Tom Daschle è stato sposato due volte: dalla prima moglie Laurie Fulton ebbe tre figli, poi circa un anno dopo la fine del loro matrimonio si risposò con Linda Hall, una ex reginetta di bellezza.